# ستراکنیتسه
سْتراکُنیتسه (به چکی: Strakonice) شهری در منطقه بوهمیای جنوبی کشور جمهوری چک است که جمعیت آن در سال ۲۰۰۷ میلادی ۲۳٫۳۲۵ نفر بوده‌است.